# The Lancet
The Lancet (angleško: »skalpel«) je britanska znanstvena revija za področje splošne medicine, ki jo izdaja založniško podjetje Elsevier. Uredništva ima v Londonu, New Yorku in Pekingu.
Revija izhaja tedensko in objavlja izvirne znanstvene članke, pregledne članke, uvodnike, recenzije knjig, razno korespondenco, novice s širšega področja medicine ter poročila o primerih.
Velja za eno najvplivnejših in najprestižnejših medicinskih revij na svetu. Njen faktor vpliva je leta 2021 znašal 79,3, s čimer je bila v kategoriji splošne in interne medicine druga najbolj citirana revija (za The New England Journal of Medicine). Njen trenutni glavni urednik je Richard Horton, pod vodstvom katerega se revija v uvodnikih in drugih člankih pogosto izreka tudi o političnih temah (bolj ali manj povezanih s področjem javnega zdravja na globalni ravni), kar po mnenju nekaterih komentatorjev ogroža zaupanje v objektivno znanost.

## Zgodovina
Revijo je leta 1823 ustanovil kirurg Thomas Wakley, da bi poročal o kliničnih predavanjih v londonskih bolnišnicah in vidnejših zdravniških primerih svojega časa. Poimenoval jo je po skalpelu, enemu ključnih kirurških pripomočkov. Wakley je veljal za radikalnega reformatorja, ki se je boril za profesionalizacijo in regulacijo zdravniškega poklica v Združenem kraljestvu. V uvodnikih je zato pogosto napadal šarlatane, pa tudi zdravniško elito, ki se je upirala državni regulaciji področja. The Lancet je kmalu prerasel v vplivno publikacijo in je občutno vplival na zdravniške reforme v Združenem kraljestvu.
V The Lancet je bilo prvič objavljenih nekaj prelomnih odkritij v medicini, kot so anestetične lastnosti kloroforma (James Young Simpson, 1847), Listerjeva pobuda za antiseptične postopke v kirurgiji (1867), uporaba ultrazvočnega slikanja v porodništvu (Ian Donald s sod., 1958), Glasgowska lestvica kome (Graham Teasdale in Bryan J. Jennett, 1974) idr. Od bolj kontroverznih je znana zlasti študija Andrewa Wakefielda, objavljena leta 1998, ki je povezala cepivo OMR s pojavom avtizma pri otrocih in je pomembno vplivala na nasprotovanje cepljenju v razvitem svetu. Kmalu po objavi je bila študija deležna ostrih kritik s strokovnega in etičnega vidika, a je uredništvo kljub odkritemu navzkrižju interesov sprva branilo objavo zaradi zanimanja javnosti. Šele 12 let kasneje, po množici drugih študij, ki so ovrgle vzročno povezavo med cepljenjem in boleznijo, ter drugih razkritjih o neetičnosti Wakefieldove študije, je The Lancet članek umaknil.
Leta 1921 je izdajanje prevzelo založniško podjetje Hodder & Stoughton, od katerega ga je leta 1991 odkupila nizozemska korporacija Reed Elsevier.